# Ljubovnik
Ljubovnik (Любовник) è un film del 2002 diretto da Valerij Todorovskij.

## Trama
Il film racconta la storia di due uomini diversi a una donna, la cui vita sta volgendo al termine.